# Salaria economidisi
A Salaria economidisi a sugarasúszójú halak (Actinopterygii) osztályának sügéralakúak (Perciformes) rendjébe, ezen belül a nyálkáshalfélék (Blenniidae) családjába tartozó faj.

## Előfordulása
A Salaria economidisi Görögország endemikus hala. Kihalófélben levő halfaj!

## Élőhelye
A hal az édesvízű tavakban található meg.

## Fordítás
- Ez a szócikk részben vagy egészben  a   Salaria economidisi című angol Wikipédia-szócikk ezen változatának fordításán alapul.  Az eredeti cikk szerkesztőit annak laptörténete sorolja fel. Ez a jelzés csupán a megfogalmazás eredetét és a szerzői jogokat jelzi, nem szolgál a cikkben szereplő információk forrásmegjelöléseként.